# Les Muses
Les Muses est un tableau du peintre français Maurice Denis réalisé en 1893. Cette huile sur toile représente les neuf Muses de la mythologie grecque vêtues de façon moderne, et sans leurs attributs habituels, alors qu'elles se livrent à plusieurs conversations dans un sous-bois. Précédée d'au moins une esquisse aujourd'hui conservée au musée Léon-Dierx de Saint-Denis, à La Réunion, l'œuvre est révélée au public au Salon des indépendants. Propriété d'Arthur Fontaine jusqu'à sa mort au début des années 1930, elle fait à présent partie des collections du musée d'Orsay, à Paris.